# Operazione Biting
Operazione Biting fu il nome in codice di un'incursione organizzata tra il 27 e il 28 febbraio 1942 dalle forze armate del Regno Unito contro un'installazione militare della Germania nazista posta nei pressi di Saint-Jouin-Bruneval, lungo la costa del canale della Manica nella Francia occupata; l'azione, nota anche come raid di Bruneval, rientrava nei più ampi scontri del fronte occidentale della seconda guerra mondiale.
L'obiettivo dell'incursione era una stazione radar della Luftwaffe tedesca, dotata di un apparecchio tipo "Würzburg": il sistema era il più moderno apparato radar in servizio all'epoca con le forze armate tedesche e la sua cattura rivestiva un'elevata importanza strategica per i britannici, visto che avrebbe permesso di studiare l'avanzamento tecnologico della Germania nel campo ancora sperimentale degli apparati radar nonché di sviluppare contromisure ai sistemi di rilevazione aerea dei tedeschi. Il Combined Operations Headquarters dell'ammiraglio Louis Mountbatten fu quindi incaricato di organizzare un colpo di mano contro la stazione radar di Bruneval, occupandola per il tempo strettamente necessario a smontare i componenti vitali del "Würzburg" per poi riportarli in Gran Bretagna.
L'azione fu un completo successo per i britannici: una forza di paracadutisti comandata dal maggiore John Dutton Frost atterrò nei pressi dell'installazione e la catturò al termine di un breve scontro, consentendo a un gruppo di specialisti della Royal Air Force e dei Royal Engineers di recuperare le parti più importanti del radar "Würzburg"; l'intera forza con il suo bottino fu poi evacuata da mezzi da sbarco della Royal Navy approdati su una spiaggia vicina.

## Antefatti

### La situazione strategica
Dopo la catastrofica conclusione della campagna di Francia e l'evacuazione delle forze della British Expeditionary Force da Dunkerque nel corso dell'operazione Dynamo (27 maggio - 4 giugno 1940), il grosso dello sforzo bellico offensivo del Regno Unito in Europa occidentale venne incanalato nel Bomber Command della Royal Air Force e nella sua campagna di bombardamenti strategici sulle città della Germania. Tuttavia, nel corso del 1941 le perdite di velivoli nel massicci raid aerei del Bomber Command presero a salire, cosa che l'intelligence britannica attribuì alla messa in campo da parte della Germania di nuove e più sofisticate apparecchiature radar di scoperta aerea.
A questo punto del conflitto Regno Unito e Germania erano in competizione nel campo dei sistemi radar da quasi una decade, con le apparecchiature tedesche che spesso si trovavano allo stesso livello se non a un livello superiore di quelle britanniche grazie ai pesanti investimenti in questa tecnologia all'epoca ancora piuttosto sperimentale. Entro l'inizio della seconda guerra mondiale, i britannici avevano ideato e messo in campo sistemi radar efficaci primariamente grazie all'opera dell'inventore Robert Watson-Watt, sebbene all'epoca la tecnologia radar avesse una natura quasi rudimentale; Watson-Watt e altri scienziati non erano tuttavia stati in grado di sviluppare un efficace sistema di avvistamento notturno, almeno non in tempo per contrastare le massicce incursioni dei bombardieri tedeschi su Londra nel corso del 1940 (il cosiddetto The Blitz). Un altro scienziato britannico particolarmente attivo nel campo dei sistemi radar e delle tecnologie relative era Reginald Victor Jones, divenuto nel 1939 il primo ufficiale scientifico dell'intelligence britannica: Jones si era impegnato, nei primi mesi del conflitto, nel cercare di capire quanto avanzata fosse la ricerca tedesca nel campo dei radar rispetto agli analoghi sforzi dei britannici, riuscendo a convincere anche i più dubbiosi che anche la Germania aveva messo in campo apparecchiature radar efficaci.

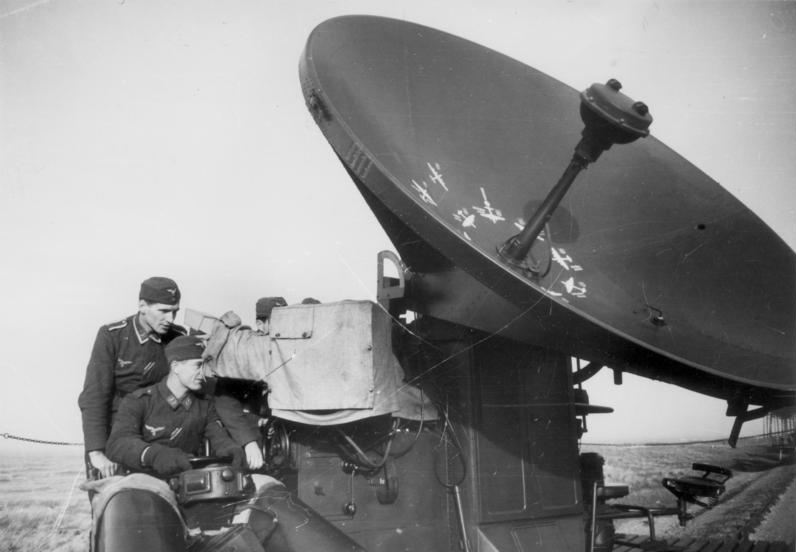
Specialisti della Luftwaffe all'opera sull'antenna di un radar
"Würzburg"

Tramite l'analisi di documenti tedeschi trafugati, bombardieri della Luftwaffe precipitati sul suolo britannico, decrittazioni delle comunicazioni cifrate di Enigma e interrogatori di prigionieri di guerra, Jones scoprì che segnali radio in alta frequenza venivano trasmessi attraverso la Gran Bretagna da località poste da qualche parte sul continente europeo, concludendo infine che questi erano prodotti da impianti radar direzionali. Pochi mesi dopo questa scoperta Jones aveva identificato diversi di questi sistemi radar direzionali, uno dei quali veniva impiegato per localizzare i bombardieri britannici in volo verso la Germania: questo sistema era noto con il nomignolo di "Freya-Meldung-Freya", dal nome dell'omonima divinità norrena. Jones fu infine in grado di trovare una prova visibile dell'esistenza dei sistemi radar "Freya" analizzando alcuni oggetti dall'apparenza misteriosa ritratti su fotografie scattate dai ricognitori della RAF nei dintorni di Cap-d'Antifer in Normandia: queste foto mostravano due postazioni circolari in ciascuna delle quali era collocata un'antenna rotante "a materasso" ampia approssimativamente sei metri. Avendo trovato la prova dell'esistenza delle installazioni radar tedesche, Jones e gli altri scienziati sotto il suo comando potevano quindi iniziare a escogitare contromisure contro il sistema; la RAF stessa poteva poi iniziare a localizzare e distruggere le installazioni medesime.
Jones trovò anche prove circa l'esistenza di un sistema parallelo al radar "Freya", indicato in alcune decrittazioni di messaggi Enigma con il nome di "Würzburg", ma fu solo dopo l'analisi di una nuova serie di fotografie dei ricognitori della RAF scattata nel novembre 1941 che lo scienziato poté capire quale fosse la natura di questa apparecchiatura. Il radar "Würzburg" consisteva in un'antenna parabolica dal diametro di tre metri, e lavorava in coppia con le antenne del "Freya" per dirigere i caccia notturni della Luftwaffe contro le formazioni di bombardieri della RAF; i due sistemi erano complementari l'uno con l'altro: il "Freya" era un radar di primo allarme, dal lungo raggio d'azione ma carente in precisione, mentre il "Würzburg" era un sistema di localizzazione a più corto raggio ma con un elevato grado di precisione. Il modello Würzburg FuSE 62 D aveva inoltre il vantaggio di essere molto più piccolo del sistema "Freya" e di essere di più facile produzione su vasta scala.

### La preparazione del raid

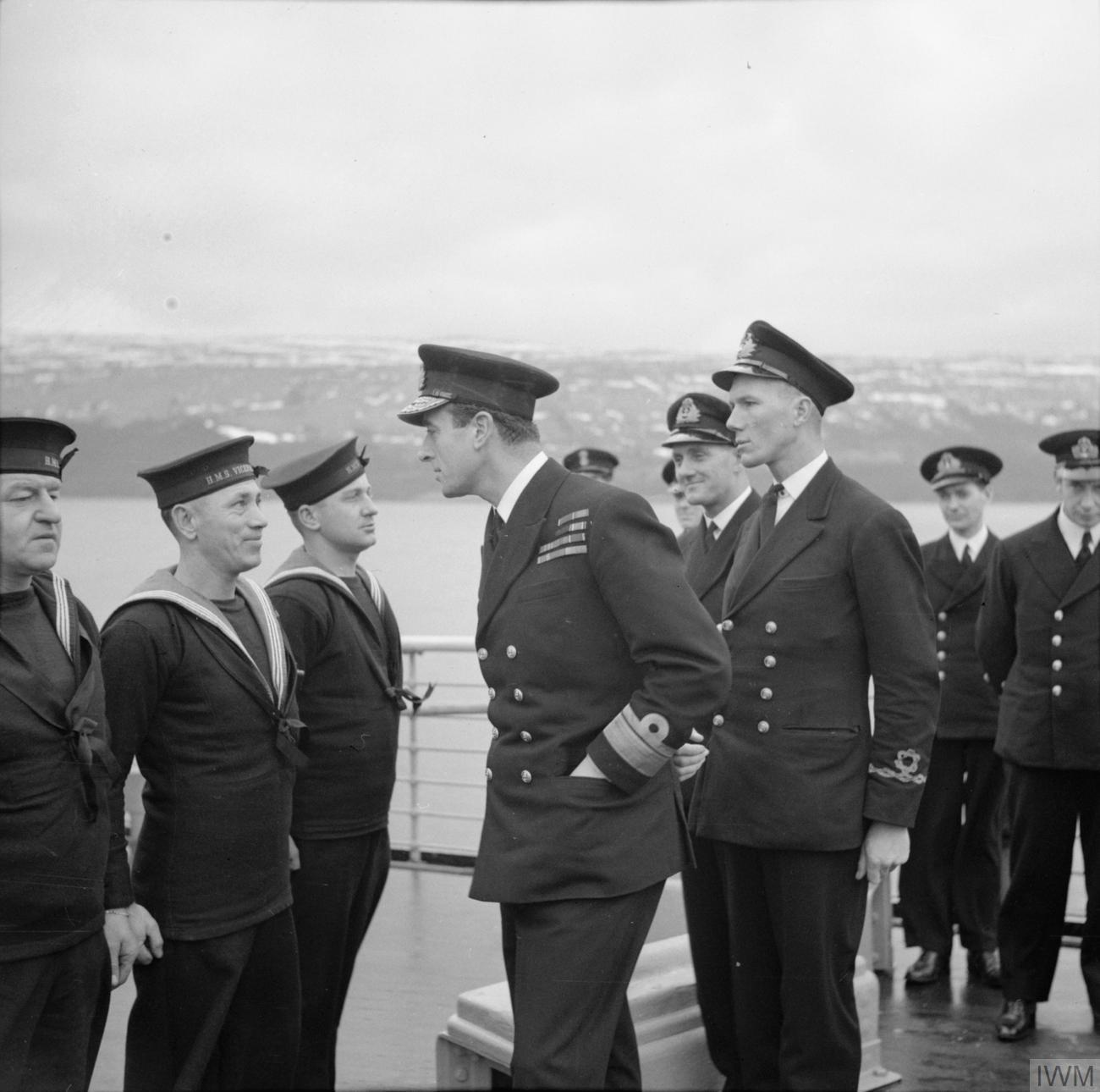
L'ammiraglio Mountbatten (al centro della foto) passa in rassegna l'equipaggio di un'unità navale coinvolta nel raid su Bruneval

Per poter sviluppare contromisure che potessero neutralizzare il radar "Würzburg", Jones aveva la necessità di studiare da vicino un esemplare del sistema o almeno i componenti tecnologici vitali che formavano l'apparecchiatura. Un sito tedesco che ospitava apparecchi tipo "Würzburg" era stato da poco scoperto nelle vicinanze di Le Havre dai ricognitori della RAF nel corso di un sorvolo della costa francese del canale della Manica: il sito era collocato sulla cima di una scogliera immediatamente a nord del villaggio di Saint-Jouin-Bruneval, 19 chilometri a settentrione di Le Havre. Quello di Bruneval era il sito radar tedesco più facilmente accessibile per i britannici che la RAF avesse scoperto, visto che altre installazioni simili erano state localizzate ben all'interno della Francia o in località molto più distanti come Romania e Bulgaria. Una richiesta per lanciare un'incursione sul sito di Bruneval al fine di catturare un sistema radar "Würzburg" fu quindi inoltrata all'ammiraglio Louis Mountbatten, responsabile del comando britannico per le operazioni speciali (Combined Operations Headquarters); Mountbatten, a sua volta, portò la proposta all'attenzione del comitato congiunto degli stati maggiori britannici (Chiefs of Staff Committee), che dopo un breve dibattito approvò l'operazione con il nome in codice di "Biting" ("pungente", "tagliente" in lingua inglese).
Ottenuta l'autorizzazione, Mountbatten e il suo stato maggiore iniziarono a studiare le installazioni di Bruneval e le loro difese, giungendo rapidamente alla conclusione che, a causa degli estesi apprestamenti difensivi posti lungo la costa nella zona attorno al sito, uno sbarco anfibio di incursori non era fattibile: le forze giunte dal mare avrebbero subito troppe perdite per superare le difese nemiche, e non sarebbero state veloci abbastanza da raggiungere il sito e catturare le apparecchiature radar prima che i tedeschi stessi avessero modo di distruggerle. Sorpresa e rapidità dei movimenti erano essenziali per portare a termine qualunque raid che avesse lo scopo di catturare intatte le apparecchiature radar tedesche, e Mountbatten vide nel lancio di una forza di paracadutisti l'unico modo per ottenere ciò. L'8 gennaio 1942 l'ammiraglio contattò quindi il quartier generale della 1st Airborne Division del British Army nonché il 38th Wing della RAF, chiedendo loro se disponessero delle capacità per portare a termine il raid: il comandante della 1st Airborne Division, maggior generale Frederick Browning, si dimostrò particolarmente entusiasta, visto che la riuscita di una simile operazione sarebbe stata un toccasana per il morale delle neonate forze aviotrasportate britanniche come pure una dimostrazione concreta del loro valore bellico.
I comandanti delle due unità stabilirono di completare l'addestramento tanto delle truppe aviotrasportate quando degli equipaggi degli aerei da trasporto entro la fine di febbraio 1942, quando le condizioni meteorologiche per la condotta dell'operazione sarebbero state ottimali. L'addestramento iniziò immediatamente, ma incontrò diversi problemi: il 38th Wing era un'unità di recente istituzione e ancora in corso di formazione, così il No. 51 Squadron RAF del comandante di stormo Percy Charles Pickard ricevette l'incarico di fornire gli aerei e gli equipaggi necessari per l'operazione; al comandante del 38th Wing, comandante di gruppo Nigel Norman, rimase comunque la direzione generale della parte aerea dell'operazione. Similmente, anche la 1st Airborne Division era un'unità in piena fase di costituzione, disponendo all'epoca di soli due battaglioni di paracadutisti già formati di cui uno solo, il 1st Battalion, aveva completato l'intero percorso di addestramento; volendo mantenere intatto il 1st Battalion qualora la divisione fosse stata chiamata a eseguire un'operazione su più vasta scala, Browning ordinò al 2nd Battalion di mettere a disposizione una delle sue compagnie per condurre il raid su Bruneval: la C Company del maggiore John Dutton Frost fu quindi assegnata all'operazione, benché l'unità fosse di così recente formazione che tanto Frost quanto molti dei suoi uomini non avevano ancora completato il loro corso di addestramento al paracadutismo militare.
Il livello di sicurezza imposto alla pianificazione del raid fu così alto che, quando il maggiore Frost fu messo per la prima volta al corrente dell'operazione da un ufficiale di collegamento del quartier generale della 1st Airborne Division, gli fu detto che la sua compagnia avrebbe preso parte a una dimostrazione di guerra aviotrasportata a favore di osservatori del War Cabinet. Solo dopo che Frost ebbe espresso diverse rimostranze per una simile manovra a un altro ufficiale dello stato maggiore della divisione il maggiore fu informato della vera natura dell'operazione, al che Frost cancellò ogni obiezione e diresse tutta la sua attenzione al completamento dell'addestramento della compagnia.

### L'addestramento degli incursori

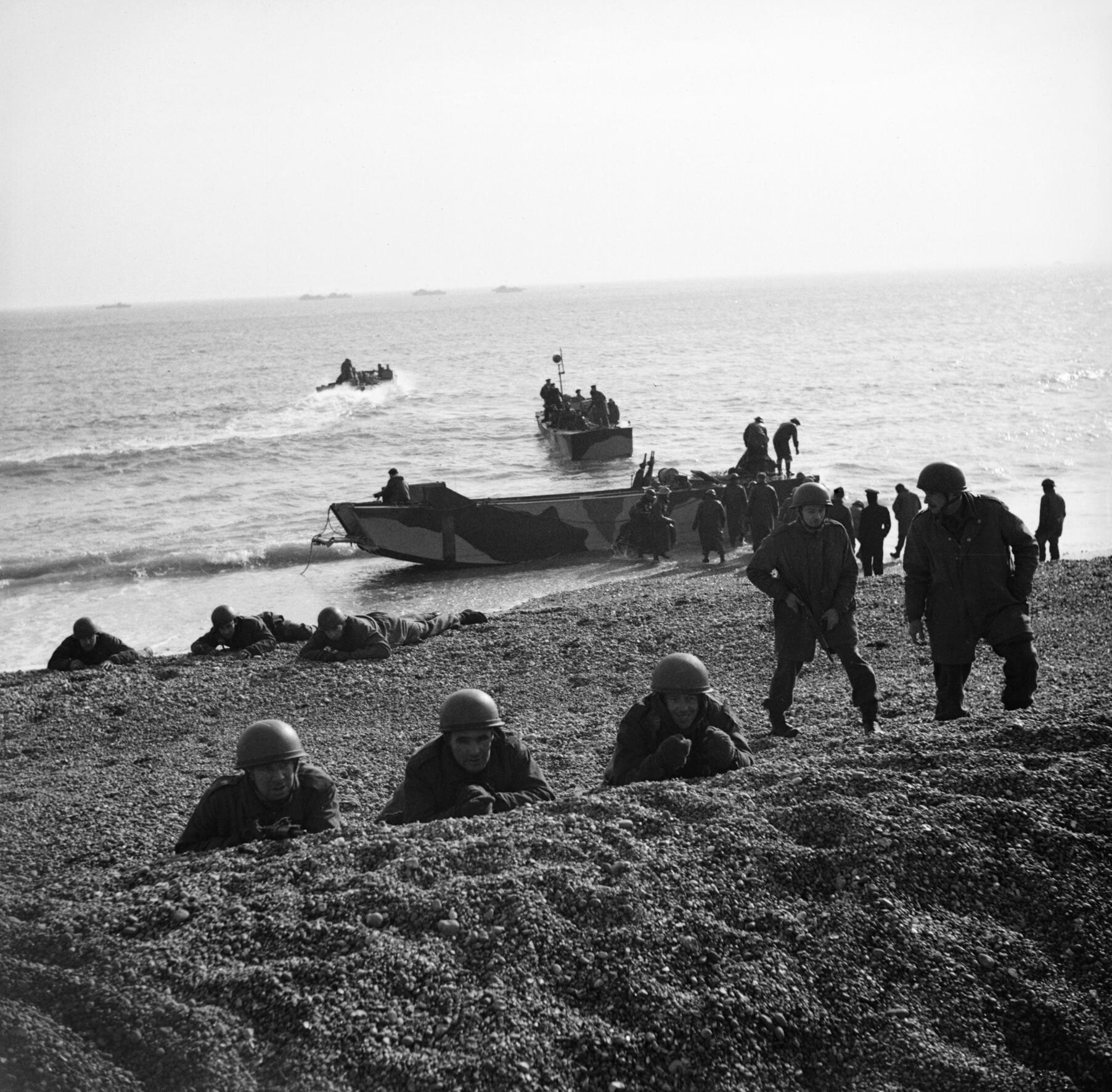
I paracadutisti della C Company si esercitano con i mezzi da sbarco della Royal Navy durante le manovre precedenti l'operazione Biting

La C Company di Frost svolse inizialmente manovre nella piana di Salisbury nel Wiltshire, per poi essere inviata a Inveraray in Scozia per sottoporsi a esercitazioni speciali lungo la costa del Loch Fyne, prendendo confidenza con le operazioni di imbarco notturne sui mezzi da sbarco che sarebbero stati impiegati per recuperare gli incursori al termine del raid. Completate le manovre in Scozia, la compagnia tornò nel Wiltshire per addestrarsi ai lanci con gli equipaggi degli aerei da trasporto del 51 Squadron; benché gli equipaggi di volo non avessero alcuna esperienza in fatto di lancio di paracadutisti, le esercitazioni si dimostrarono un successo. L'addestramento della compagnia fu coadiuvato dall'uso di un modello in scala delle installazioni radar di Bruneval e dei loro immediati dintorni, realizzato a partire dalle foto della ricognizione aerea dagli specialisti della Photographic Interpretation Unit.
Durante questo periodo di esercitazioni, Frost fece la sua conoscenza con il comandante Frederick Norton Cook della Royal Australian Navy, il quale avrebbe diretto le forze navali incaricate di recuperare i paracadutisti al termine del raid; un distaccamento di 32 ufficiali e soldati del No. 12 Commando dei British Commandos sarebbe arrivato unitamente ai mezzi da sbarco per coprire la ritirata dei paracadutisti dalla spiaggia scelta per l'evacuazione. Frost ebbe anche modo di conoscere il sergente C.W.H. Cox della RAF, offertosi volontario per accompagnare i paracadutisti della C Company durante il raid: un esperto di meccanica dei radar, Cox aveva il compito di individuare i componenti chiave del sistema "Würzburg", fotografarli, smontarli per quanto possibile e trasportarli indietro in Gran Bretagna. Derek Garrard, del team scientifico di Jones, chiese che a Cox fosse data un'uniforme dell'Esercito e un falso numero di matricola, visto che se fosse stato catturato durante il raid la sua uniforme da aviatore avrebbe attirato notevolmente l'attenzione dell'intelligence tedesca, ma il Ministero della guerra decise di non provvedere a ciò.
Ad accompagnare i paracadutisti di Frost sarebbero stati anche i dieci uomini di una sezione dei Royal Engineers comandata dal tenente Dennis Vernon, appartenenti alla 1st Air Troop: sei di questi genieri avrebbero operato sotto Cox nello smantellamento delle apparecchiature radar, mentre altri quattro avevano il compito di impiantare mine anticarro intorno al sito per contrastare eventuali contrattacchi delle forze corazzate tedesche. La Resistenza francese fornì ulteriori informazioni vitali a proposito del sito di Bruneval, senza le quali sarebbe stato impossibile conoscere la disposizione delle forze tedesche poste a guardia dell'installazione; molte di queste informazioni furono ottenute dalla rete di informatori diretta dall'agente segreto Gilbert Renault, noto ai britannici con il soprannome di "Rémy".

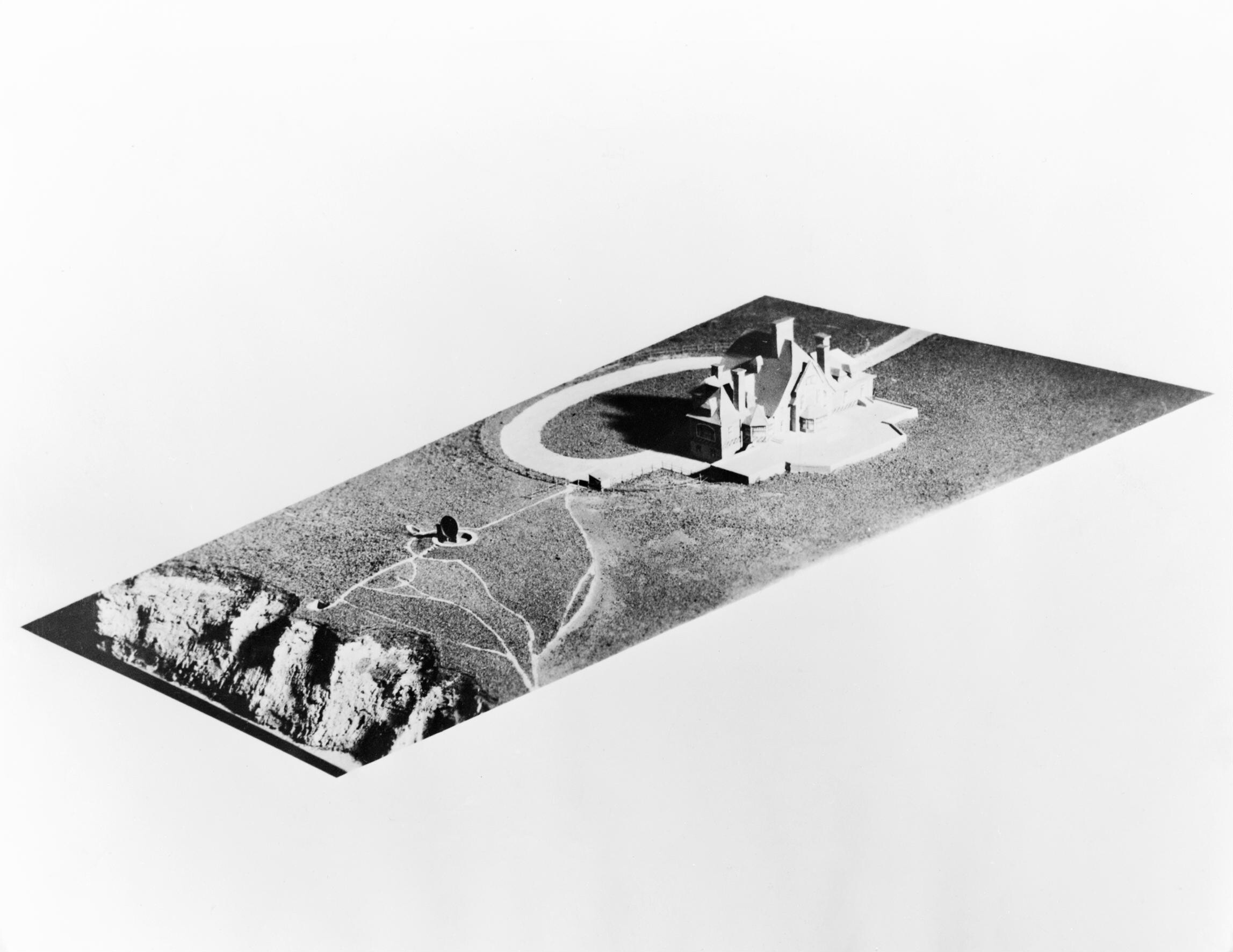
Il modellino della stazione radar realizzato dai britannici per addestrare gli incursori

Il sito radar di Bruneval si componeva di due distinte aree: una villa collocata a circa 90 metri dalla cima di una scogliera, che ospitava la stazione radar stessa, e un recinto contenente una serie di edifici più piccoli dove alloggiava una piccola guarnigione; l'antenna del radar "Würzburg" era collocata tra la cima della scogliera e la villa. La stazione radar era operata in maniera permanente da tecnici della Luftwaffe ed era circondata da posti di guardia presidiati da circa 30 soldati; le strutture all'interno del recinto ospitavano altri circa 100 soldati tedeschi, incluso un secondo distaccamento di tecnici radar. Un plotone di fanteria tedesco stazionava a sud dell'abitato di Bruneval, ed era responsabile delle difese fisse che presidiavano la spiaggia scelta per l'evacuazione dei paracadutisti britannici; queste difese comprendevano un caposaldo collocato nelle vicinanze della spiaggia come pure vari piccoli bunker e nidi di mitragliatrici piazzati sulla cima della scogliera e che dominavano la spiaggia stessa. La spiaggia era pattugliata regolarmente, ma non era stata minata e disponeva solo di scarse barriere di filo spinato; una forza di riserva mobile tedesca era acquartierata nell'entroterra e poteva accorrere sul posto nel giro di un'ora.
Basandosi sulle informazioni ottenute, Frost divise la sua compagnia di 120 uomini in tre gruppi da quaranta uomini ciascuno, designati con i nomi di famosi ammiragli della Royal Navy. Il gruppo "Nelson", ulteriormente suddiviso in tre sezioni di assaltatori di dieci uomini l'una e una sezione "pesante" sempre di dieci uomini comprensiva dei genieri dotati delle mine anticarro, avrebbe messo in sicurezza la spiaggia dell'evacuazione neutralizzando le postazioni difensive tedesche che la dominavano; il secondo gruppo, di cui facevano parte anche Frost, il sergente Cox e i genieri addetti al radar, era suddiviso in tre sezioni denominate "Jellicoe", "Hardy" e "Drake", le quali avrebbero assaltato rispettivamente il sito radar, la villa e il campo recintato; il gruppo "Rodney", infine, avrebbe funto da riserva e si sarebbe schierato presso la principale via d'approccio al sito per contrastare eventuali contrattacchi delle riserve tedesche, oltre a essere incaricato di fungere da retroguardia durante l'evacuazione finale. La forza navale del comandante Cook comprendeva la nave d'assalto anfibio HMS Prins Albert con a bordo sei mezzi da sbarco tipo LCA, incaricati dell'evacuazione, oltre a cinque motocannoniere e due cacciatorpediniere per la scorta durante la traversata della Manica.
Si ritenne che fosse vitale per il successo del raid una combinazione di luna piena per la visibilità degli incursori e di marea in aumento per consentire ai mezzi da sbarco di manovrare in acque poco profonde, il che restringeva le date possibili a un periodo di quattro giorni compreso tra il 24 e il 27 febbraio 1942. Il 23 febbraio fu condotta una esercitazione finale di tutta l'operazione, che si rivelò un disastro: a dispetto delle ottime condizioni meteo, i mezzi da sbarco per l'evacuazione si incagliarono al largo della costa e non poterono essere liberati nonostante gli sforzi congiunti di equipaggio e truppe.

## L'operazione

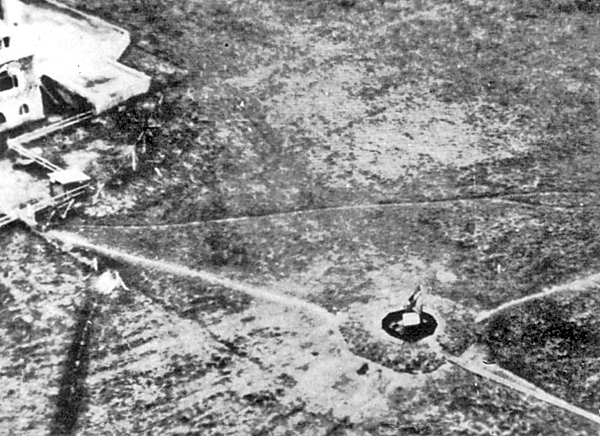
Un'altra veduta della postazione radar di Bruneval, fotografata da un ricognitore della RAF

L'avvio dell'operazione Biting fu rimandato diverse volte in attesa delle condizioni meteo ottimali, che infine si verificarono il 27 febbraio con cieli puliti e buona visibilità per i piloti del 51 Squadron, e una luna piena necessaria per fornire illuminazione all'evacuazione degli incursori dopo il raid. La forza navale del comandante Cook salpò da Portsmouth nel pomeriggio del 27 febbraio: intorno alle 09:25, in vista delle coste francesi, la Prins Albert mise a mare i sei LCA per poi invertire la rotta e rientrare verso Portsmouth, lasciando i mezzi da sbarco a proseguire da soli alla volta della spiaggia con la protezione delle motocannoniere.
I dodici bombardieri Armstrong Whitworth A.W.38 Whitley, ciascuno con a bordo dieci dei paracadutisti di Frost, decollarono dalla base di RAF Thruxton poco dopo il tramonto del 27 febbraio. La traversata della Manica fu senza incidenti, ma una volta in vista della costa francese i velivoli britannici furono accolti da un pesante fuoco antiaereo; nessun velivolo fu tuttavia colpito, e i paracadutisti della C Company furono portati con successo sulla zona di atterraggio designata nelle vicinanze dell'installazione. Il lancio degli uomini di Frost fu quasi un successo completo, con la maggioranza degli incursori che atterrarono entro i limiti della zona di atterraggio; tuttavia, metà del gruppo "Nelson" atterrò più a sud a due chilometri di distanza dalla zona designata, rimanendo separato dal grosso delle forze britanniche. Una volta a terra, i paracadutisti recuperarono il loro equipaggiamento e si orientarono, mettendosi quindi in marcia alla volta dei loro obiettivi.
I gruppi "Jellicoe", "Hardy" e "Drake" non incontrarono alcuna opposizione mentre muovevano attorno alla villa che ospitava il centro radar tedesco, e una volta che la ebbero circondata Frost diede l'ordine di aprire il fuoco con armi automatiche e lanci di granate: un soldato tedesco fu ucciso mentre tentava di rispondere al fuoco da una finestra del piano superiore, e altri due furono presi prigionieri dai paracadutisti. Una volta interrogati, i due prigionieri rivelarono che il grosso del personale dell'installazione era stato ricollocato in un'altra sede molto più verso l'interno; nella zona recintata rimaneva comunque una sostanziale forza di guarnigione la quale aprì il fuoco sui britannici una volta messa in allerta dai primi spari, uccidendo uno degli incursori.

Al termine del raid, i paracadutisti britannici consegnano al comandante Pickard (a destra) un elmetto tedesco preso a Bruneval

Il volume del fuoco tedesco prese a crescere rapidamente, e veicoli tedeschi furono visti muovere in direzione della villa dai boschi nelle vicinanze; questo mise in apprensione Frost, visto che le radio dei britannici erano finite fuori uso rendendo impossibile per il comandante contattare gli altri distaccamenti, in particolare il gruppo "Nelson" incaricato di sgomberare la spiaggia per l'evacuazione. Fu a questo punto che il sergente Cox e i genieri del suo gruppo giunsero sulla scena, iniziando subito a smontare le apparecchiature radar e a riporne i pezzi in valigie speciali progettate per questo scopo. Messo in sicurezza l'equipaggiamento radar e sotto un pesante fuoco nemico, Frost ordinò ai tre distaccamenti asserragliati intorno alla villa di iniziare il ripiegamento alla volta della spiaggia dell'evacuazione; divenne ben presto chiaro però che la via di ritirata non era stata messa in sicurezza dall'indebolito distaccamento "Nelson", e una mitragliatrice tedesca aprì il fuoco sugli incursori ferendo gravemente il sergente maggiore della compagnia. Frost ordinò quindi al distaccamento "Rodney" e agli uomini disponibili del distaccamento "Nelson" di ripulire dal nemico le postazioni difensive attorno alla spiaggia, mentre il maggiore riportava gli altri tre distaccamenti indietro alla villa.
La villa era stata rioccupata nel frattempo dai tedeschi, e gli uomini di Frost dovettero nuovamente ripulirla dal nemico. Il maggiore tornò quindi in direzione della spiaggia, trovando che il nido di mitragliatrici che aveva tenuto inchiodati i suoi uomini era stato distrutto dagli incursori dispersi del gruppo "Nelson": svicolando tra altre postazioni nemiche, questi ultimi erano riusciti ad arrivare alla spiaggia e ad attaccare la mitragliatrice tedesca dal fianco. Si erano nel frattempo fatte le 02:15, ma ancora non vi era segno della forza navale incaricata dell'evacuazione; Frost ordinò al gruppo "Nelson" di presidiare gli approcci alla spiaggia, dopo di che scese sulla battigia e sparò un razzo di segnalazione: poco dopo, le unità della forza navale furono viste avvicinarsi alla costa. Il piano originale era di far avvicinare i sei mezzi da sbarco della forza d'evacuazione alla spiaggia a gruppi di due per volta, ma ciò si era rivelato insoddisfacente durante le esercitazioni preliminari; i sei mezzi da sbarco, quindi, si spiaggiarono tutti insieme lungo la costa, mentre i commandos a bordo aprivano il fuoco contro le postazioni tedesche poste sulla sommità della scogliera che dominava l'approdo.

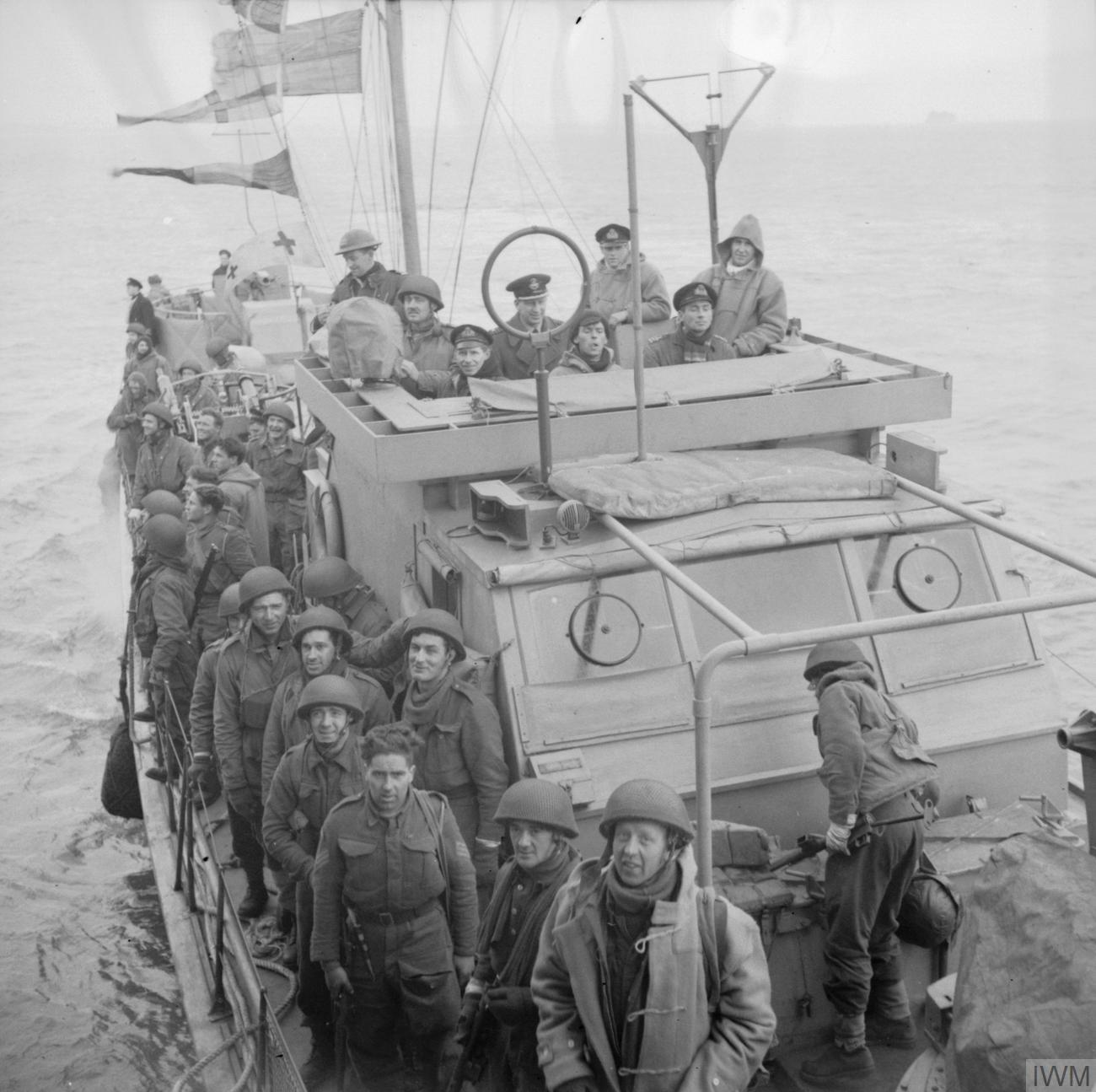
I paracadutisti britannici imbarcati su una motocannoniera durante il rientro in Gran Bretagna al termine del raid

La deviazione dal piano originario per l'evacuazione e il pesante fuoco nemico causarono una considerevole confusione lungo la spiaggia: alcuni dei mezzi si ritrovarono sovraccarichi di uomini, mentre altri si allontanarono mezzi vuoti. Tuttavia, l'equipaggiamento radar, i due soldati tedeschi prigionieri e tutti gli incursori tranne sei furono presi a bordo dei mezzi da sbarco, portati al largo e trasbordati sulle motocannoniere che aspettavano a distanza per compiere il viaggio finale alla volta delle coste inglesi. Nel corso del viaggio di rientro, Frost apprese che la forza navale non aveva ricevuto alcun segnale di avvicinamento prima che il maggiore stesso sparasse il suo razzo di segnalazione, e che le navi di Cook avevano speso la maggior parte del tempo a nascondersi da un'unità di pattuglia tedesca che le aveva quasi scoperte prima del tempo. Il viaggio di rientro fu privo di eventi, con la forza navale scortata a destinazione da quattro cacciatorpediniere e una pattuglia di caccia Spitfire.
I paracadutisti accusarono in totale due morti, otto feriti e sei uomini che non erano riusciti a salire a bordo dei mezzi da sbarco; questi ultimi furono tutti catturati dai tedeschi poco dopo la conclusione dell'evacuazione. Rapporti tedeschi rinvenuti dopo la guerra indicarono in due morti, un ferito grave e due dispersi le perdite della guarnigione, mentre tra il personale della Luftwaffe assegnato al sito si contarono tre morti, un ferito e tre dispersi. Un partigiano francese che aveva preso parte alle ricognizioni preparatorie del raid fu catturato dai tedeschi alcuni giorni dopo e giustiziato; un altro francese e la sua fidanzata furono arrestati e deportati in un campo di concentramento in Germania per aver fornito aiuto ai paracadutisti britannici rimasti indietro durante l'evacuazione.

## Conseguenze

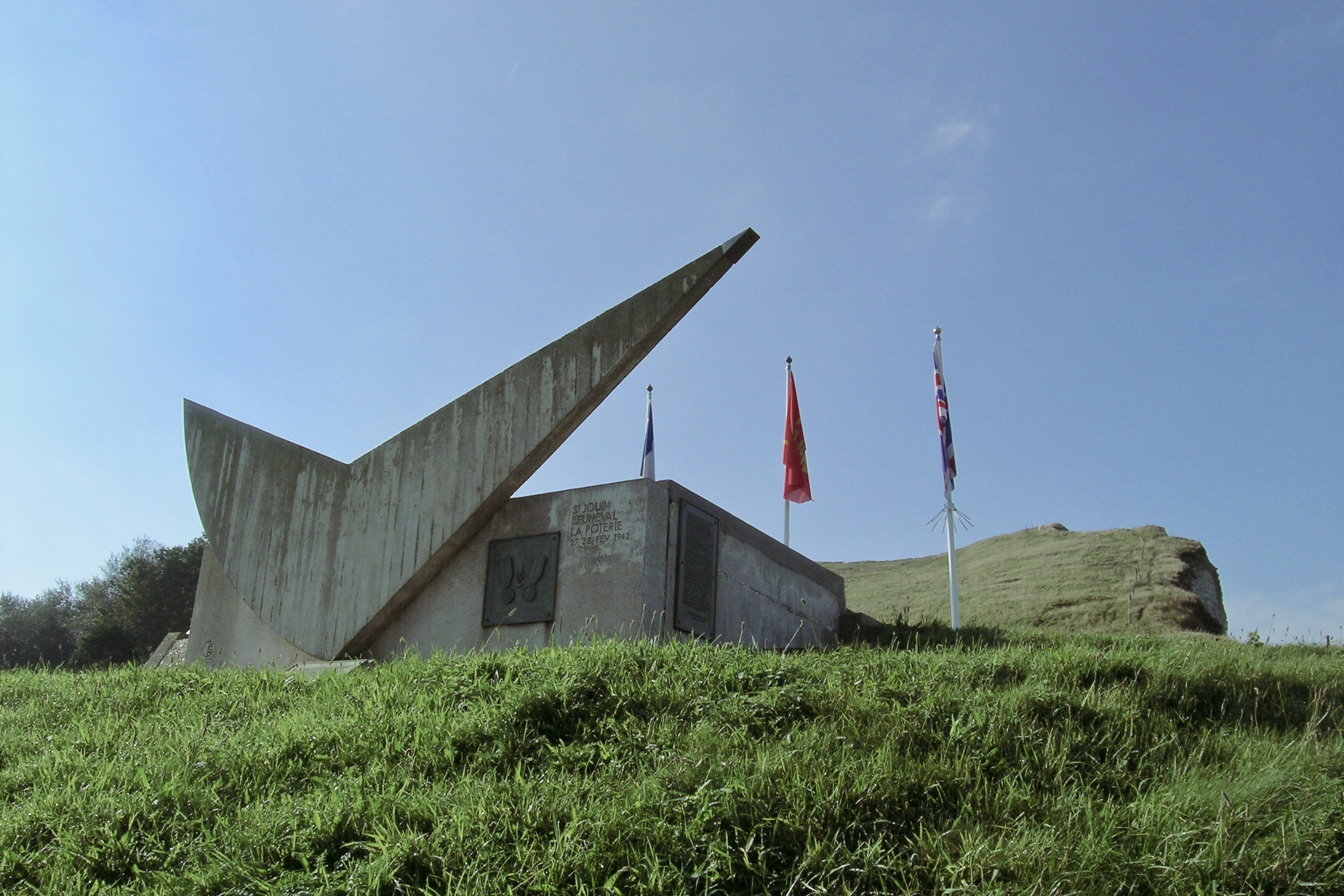
Il moderno memoriale dedicato al raid di Bruneval

Il successo dell'incursione sul sito radar di Bruneval ebbe due importanti effetti per i britannici. In primo luogo, una vittoriosa incursione contro una base tedesca in un territorio occupato fu ben sfruttata per risollevare il morale dell'opinione pubblica britannica, e le notizie circa il raid apparvero in primo piano nei media britannici per diverse settimane dopo la sua conclusione. Il primo ministro britannico Winston Churchill si dimostrò molto interessato all'operazione, e il 3 marzo riunì appositamente il War Cabinet per ascoltare il rapporto sul raid fornito personalmente dal maggiore Frost e da altri ufficiali che vi avevano preso parte. Varie onorificenze furono concesse ai partecipanti, e il 15 maggio 1942 un supplemento speciale della London Gazette annunciò la concessione di 19 decorazioni: il maggiore Frost ottenne una Military Cross, il comandante Cook una Distinguished Service Cross e il sergente Cox una Military Medal; tra gli altri partecipanti al raid furono distribuite poi altre due Distinguished Service Cross, due Distinguished Service Medal, un'altra Military Cross, due altre Military Medal e nove menzioni nei dispacci. Il comandante di stormo Pickard ricevette un Distinguished Service Order il 26 maggio. Il successo del raid spinse il War Office a ordinare un'espansione delle forze aviotrasportate britanniche: nell'aprile 1942 fu aperto un deposito per le forze aviotrasportate e una scuola di guerra a loro dedicata nel Derbyshire, mentre nell'agosto 1942 venne formalmente istituito un reggimento paracadutisti (Parachute Regiment) e un certo numero di battaglioni di fanteria venne riconvertito al ruolo di forze aviotrasportate.
Il secondo e più importante risultato ottenuto dal raid furono le conoscenze tecnologiche che gli scienziati britannici poterono ottenere dal materiale catturato. L'esame dei componenti presi a Bruneval rivelò che il "Würzburg" presentava un design modulare che aiutava la manutenzione e rendeva la riparazione dei guasti molto più semplice rispetto a modelli di radar britannici simili; ciò venne confermato durante l'interrogatorio di un tecnico tedesco catturato, il quale si rivelò meno addestrato dei suoi omologhi britannici. L'esame dei componenti rivelò anche agli scienziati britannici che il "Würzburg" era impermeabile ai sistemi di jamming convenzionali usati dai britannici nei primi anni del conflitto, e che quindi era necessario implementare al più presto la nuova contromisura da poco sviluppata da Jones sotto il nome in codice di "Window": quest'ultima era, in definitiva, il progenitore del moderno chaff, ovvero la dispersione di una nuvola di materiale radar-riflettente in modo da creare falsi echi che interferivano con il funzionamento delle apparecchiature di rilevamento. L'efficacia del sistema "Window" contro i radar "Würzburg" tedeschi fu messa bene in luce durante il raid condotto dal Bomber Command contro Amburgo il 24 luglio 1943 (operazione Gomorrah): le nuvole di striscioline di carta ricoperte di alluminio, rilasciate in massa dagli aerei britannici, accecarono completamente la rete di radar che proteggeva Amburgo, visto che gli operatori tedeschi erano incapaci di distinguere le segnature radar dei bombardieri da quelle, del tutto identiche, del "Window".
Un aspetto positivo per i britannici del raid su Bruneval, alquanto indiretto, fu la decisione presa dai tedeschi di rafforzare considerevolmente le difese delle loro stazioni radar al fine di impedire che altri attacchi simili venissero lanciati; gli impianti radar furono circondati da spessi anelli di filo spinato, ma questo come contropartita finì per renderli molto più visibili e facilmente localizzabili agli occhi dei velivoli da ricognizione britannici, e molti siti furono facilmente distrutti durante le incursioni aeree preliminari che precedettero lo sbarco in Normandia del giugno 1944. La riuscita del raid convinse poi gli stessi britannici a proteggere meglio i loro centri di ricerca: la sede del Telecommunications Research Establishment, il principale ente britannico di ricerca in fatto di radar e radionavigazione, fu di conseguenza spostata da Swanage lungo la costa meridionale dell'Inghilterra a Malvern nel Worcestershire, molto più nell'interno, al fine di evitare qualunque attacco di rappresaglia dei paracadutisti tedeschi.